# Ardisia opegrapha
Ardisia opegrapha Oerst. – gatunek roślin z rodziny pierwiosnkowatych (Primulaceae). Występuje naturalnie w Hondurasie, Nikaragui, Kostaryce, Panamie oraz Kolumbii. 

## Morfologia
PokrójZimozielone drzewo lub krzew. Dorastający do 5–7 m wysokości.
LiścieBlaszka liściowa ma eliptyczny lub lancetowaty kształt. Mierzy 12–20 cm długości oraz 3,5–13,5 cm szerokości, jest całobrzega, ma ostrokątną nasadę i spiczasty wierzchołek. Ogonek liściowy jest nagi i ma 25 mm długości.
KwiatyZebrane w wierzchotkach wyrastających na szczytach pędów. Mają działki kielicha o podługowatym kształcie i dorastające do 5–8 mm długości. Płatki są owalne i mają białą barwę oraz 10 mm długości.
OwocPestkowce mierzące 4-6 mm średnicy, o kulistym kształcie.

## Biologia i ekologia
Rośnie w lasach, na wysokości do 1000 m n.p.m.